# Capparis sabiifolia
Capparis sabiifolia är en kaprisväxtart som beskrevs av Joseph Dalton Hooker och Thoms. Capparis sabiifolia ingår i släktet Capparis och familjen kaprisväxter. Inga underarter finns listade i Catalogue of Life.